# الاعتراف القانوني بالجندر غير الثنائي
تعترف بلدان متعددة من الناحية القانونية بتصنيفات الجندر غير الثنائي أو بتصنيفات الجندر الثالث. في بعض البلدان، قد لا تتاح هذه التصنيفات إلا للأشخاص ثنائيي الجنس، المولودين بصفات جنسية «لا تنطبق على التعاريف النمطية لجسم الذكر أو الأنثى». في بلدان أخرى، قد تكون التصنيفات متاحة فقط (أو أيضًا) للأشخاص ذوي الهويات الجندرية التي تختلف عن نوع جنسهم المحدد عند الولادة.
اعترفت بعض المجتمعات غير الغربية منذ فترة طويلة بالعابرين جنسيًا و/ أو الأشخاص غير المنتمين للثنائية الجندرية كجنس ثالث، على الرغم من أن ذلك قد لا (أو في الآونة الأخيرة فقط) يضمن اعترافًا قانونيًا رسميًا. من بين الدول الغربية، ربما كانت أستراليا أول من اعترف بتصنيف الجنس الثالث، بعد الاعتراف بأليكس ماكفارلين كنوع جنس غير محدد، وحدث ذلك في عام 2003. جرى الاعتراف بالمدافع عن العبور الجنسي نوري ماي ويلبي كنوع جنس غير محدد في عام 2014. في الولايات المتحدة، في عام 2016، حكمت محكمة دائرة ولاية أوريغون بأنه يمكن لجيمي شوبي، على نحو قانوني، أن يغير نوع جنسه إلى نظام جندري غير ثنائي.

## نبذة تاريخية
في السنوات الأخيرة، بدأت بعض المجتمعات تعترف، على نحو قانوني، بهويات جندرية غير ثنائية أو حرة الهوية أو هويات جندرية من نوع ثالث. لطالما اعترفت بعض المجتمعات غير الغربية بالعابرين جنسيًا كجنس ثالث، على الرغم من أن ذلك قد لا (أو في الآونة الأخيرة فقط) يضمن اعترافًا قانونيًا رسميًا. من بين الدول الغربية، ربما كانت أستراليا أول من اعترف بتصنيف الجنس الثالث، بعد الاعتراف بأليكس ماكفارلين كنوع جنس غير محدد، وحدث ذلك في عام 2003. جرى الاعتراف بالمدافع عن العبور الجنسي نوري ماي ويلبي كنوع جنس غير محدد في عام 2014. في عام 2016، قضت محكمة دائرة ولاية أوريغون بأنه يمكن لجيمي شوبي، على نحو قانوني، أن يغير نوع جنسه إلى نظام جندري غير ثنائي.

### الأشخاص المتحولين جنسيًا
نشرت مؤسسات المجتمع المفتوح تقريرًا في مايو 2014 بعنوان رخصة كي تكون على طبيعتك، يوثق «بعض القوانين والسياسات الأكثر تقدمية والمستندة إلى الحقوق في العالم، والتي تمكن الأشخاص العابرين جنسيًا من تغيير هويتهم الجندرية في الوثائق الرسمية». يعلق التقرير على الاعتراف بتصنيفات الجنس الثالث، قائلًا:
من منظور قائم على الحقوق، ينبغي أن تكون الخيارات المتعلقة بالجنس/ بالجندر الثالث اختيارية، ما يتيح للأشخاص العابرين جنسيًا خيارًا ثالثًا بشأن كيفية تحديد هويتهم الجندرية. ينبغي أن يتمتع أولئك الذين يُحددون كجنس/ كجندر ثالث بنفس الحقوق التي يتمتع بها من يُحددون كذكور أو إناث.
تقتبس الوثيقة أيضًا من ماورو كابرال المدير التنفيذي لمنظمة العمل العالمي من أجل مساواة العابرين جنسيًا:
يميل الناس إلى تحديد جنس ثالث مع التحرر من ثنائية الجندر، ولكن هذا ليس بالضرورة هو الحل. فإذا كان الأشخاص العابرين جنسيًا و/ أو ثنائيي الجنس هم فقط القادرين على الحصول على فئة الجنس الثالث، أو إذا جرى إلحاقهم قسرًا بفئة الجنس ثالث، فإن الثنائية الجندرية تصبح أقوى وليس أضعف.
يخلص التقرير إلى أن خيارين أو ثلاثة خيارات غير كافية: «يتمثل النهج الأكثر شمولًا في زيادة الخيارات المتاحة للناس لتحديد نوع جنسهم وهويتهم الجندرية».

### الأشخاص ثنائيي الجنس
على غرار جميع الأفراد، قد ينشأ بعض الأشخاص ثنائيي الجنس كجنس معين (ذكر أو أنثى)، ولكن بعد ذلك يحددون هويتهم لجنس آخر في مرحلة لاحقة من الحياة، رغم أن معظمهم لا يفعل ذلك. يشير استعراض سريري أُجري في عام 2012 إلى أن ما بين 8.5–%20 من الأشخاص ثنائيي الجنس قد يعانون من اضطراب الهوية الجندرية والضيق أو الإنزعاج نتيجة لنوع الجنس والجندر اللذين جرى تحديدهما عند الولادة. يُظهر بحث سوسيولوجي أسترالي نُشر في عام 2016 أن 19% من أصل 272 شخصًا، وُلدوا بخصائص جنسية غير نمطية، شاركوا في الدراسة؛ اختاروا خيار «X» أو «غير ذلك»، في حين أن منهم 52% نساء و23% رجال و6% غير متأكدين.
وفقًا لمنتدى آسيا والمحيط الهادئ للمؤسسات الوطنية لحقوق الإنسان، فإن عددًا قليلًا من البلدان تكفل الاعتراف القانوني للأشخاص ثنائيي الجنس. يذكر منتدى آسيا والمحيط الهادئ أن الاعتراف القانوني بالأشخاص ثنائيي الجنس يتعلق أولًا بالحصول على نفس الحقوق التي يتمتع بها غيرهم من الرجال والنساء، عند تحديدهم كذكران أو إناث؛ وثانيًا، يتعلق الأمر بالحصول على تصويبات إدارية للوثائق القانونية عندما يكون الجنس الأصلي المحدد غير مناسب؛ وثالثًا، في حين أن الاختيار الصريح في الوثائق قد يساعد بعض الأفراد، فإن الاعتراف القانوني لا يتعلق بوضع تصنيف ثالث للجنس أو تصنيف ثالث للجندر في ما يخص الأشخاص ثنائيي الجنس كفئة سكانية.
في مارس 2017، دعا بيان أصدرته جماعات أسترالية ونيوزيلندية إلى إنهاء التصنيف القانوني للجنس، مشيرًا إلى أن تصنيفات الجنس الثالث القانونية، كالتصنيفات الثنائية، تقوم على العنف الهيكلي ولا تحترم التنوع و«الحق في تقرير المصير». دعت أيضًا إلى تجريم التدخلات الطبية لثنائيي الجنس التي يمكن تأجيلها.

## في البلدان المختلفة
تبنت العديد من البلدان قوانين لمراعاة الهويات الجندرية غير الثنائية.

### كندا
في يونيو 2016، أعلنت حكومة مقاطعة أونتاريو عن تغييرات في طريقة عرض نوع الجنس في البطاقات الصحية ورخص القيادة. ابتداءً من 13 يونيو، لم تعد البطاقات الصحية في أونتاريو تعرض تسمية نوع الجنس. في أوائل عام 2017، كان لدى سائقي أونتاريو خيار عرض علامة «X» على رخص القيادة الخاصة بهم كعلامة لتحديد نوع الجنس.
في أبريل 2017، أصبح الطفل المولود في مقاطعة كولومبيا البريطانية، سيريل أتلي دوتي، أول طفل في العالم يُصدر له بطاقة صحية تحمل العلامة الجنسية «U» كعلامة محايدة جنسانيًا. أراد الوالد، كوري دوتي، وهو شخص عابر جنسيًا غير ثنائي جندريًا، أن يمنح الطفل الفرصة لاكتشاف هويته الجندرية. رفضت المقاطعة إصدار شهادة ميلاد للطفل دون تحديد نوع جنسه، فتقدم دوتي بطعن قانوني. قدم دوتي وسبعة أشخاص آخرين من العابرين جنسيًا وثنائي الجنس شكوى بشأن حقوق الإنسان ضد المقاطعة، مدعين أن إصدار العلامات الجنسية في شهادات الميلاد ينطوي على تمييز.
في يوليو 2017، بدأت الأقاليم الشمالية الغربية بالسماح بطبع العلامة «X» في شهادات الميلاد كخيار لغير المنتمين للثنائية الجندرية.
في 31 أغسطس 2017، بدأت كندا في السماح بإضافة ملاحظة إلى جوازات السفر تطالب فيها أن يُقرأ نوع جنس حامل الجواز على أنه «X»، ما يشير إلى أنه غير محدد جنسيًا، وإن كان ولابد من إضافة وتحديد نوع الجنس «M» أو «F» كنوع جنس لفترة غير محددة، وذلك بغية الامتثال للمتطلبات القانونية للبلدان الأخرى. في يونيو 2019، أعلنت السلطات الكندية أنه يجوز للأشخاص غير المنتمين للثنائية الجندرية أن يتقدموا أيضًا بطلب للحصول على علامة النوع الجنسي «X».